# Quinta de Seiça
A Quinta de Seiça é uma quinta com casa senhorial localizada na freguesia de Seiça, no Município de Ourém.
Remontando ao século XVI, nas suas origens está o padre D. Jorge de Sousa e Alvim, da família de Sousa e Alvim,  famoso no seu tempo pela sua riqueza. Por uma capela ali existente terá passado Dom Nuno Álvares Pereira, de quem a família Sousa Alvim é descendente, após uma das suas batalhas, onde terá deixado uma imagem de Nossa Senhora como forma de agradecimento, imagem ainda hoje existente na Igreja Paroquial de Seiça.
Mais tarde, durante as Invasões Francesas a Quinta foi muito atacada, tendo-lhe sido destruída uma grande parte da casa e a capela da Quinta.
À entrada da Quinta podemos observar, por cima da porta principal, as armas dos Sousa do Prado, que foram retiradas do túmulo do seu fundador o Padre Dom Jorge de Sousa Alvim.